# Vila čp. 215 (Černošice)
Vila Jana a Jaroslava Novákových je dům čp. 215 v Černošicích v okrese Praha-západ. Budova je chráněna jako kulturní památka.

## Historie
Vila stojí v severní části Černošic západně od železniční trati Praha–Beroun.
Pro vysoké bankovní úředníky bratry Jana a Jaroslava Novákovy vypracoval projekt letní vily v roce 1929 žák Josefa Gočára architekt Karel Stádník ve stylu tzv. bílého funkcionalismu. Plán domu vytvořil brzy po svém návratu z Paříže, kde pracoval v ateliéru Le Corbusiera (traduje se, že bratři Novákovi žádali od architekta, aby ukázal, co se u Le Corbusiera naučil, dům je volnou variací Le Corbusierova Cookova domu v Paříži). Oba bratři podporovali moderní umělce, mezi malíři měli mnoho přátel – Aloise Wachsmanna, Adolfa Hoffmeistera, Emila Fillu, Františka Muziku, Františka Tichého nebo Rudolfa Kremličku.
Za druhé světové války vilu zabrali Němci, od té doby chybí část vybavení (především nábytek firmy Thonet). V roce 1948 se rodina Novákových natrvalo přestěhovala do černošické vily z Prahy po její přestavbě k celoročnímu využívání (např. zdvojením oken). Dům dodnes je majetkem potomků původních majitelů.

## Architektura

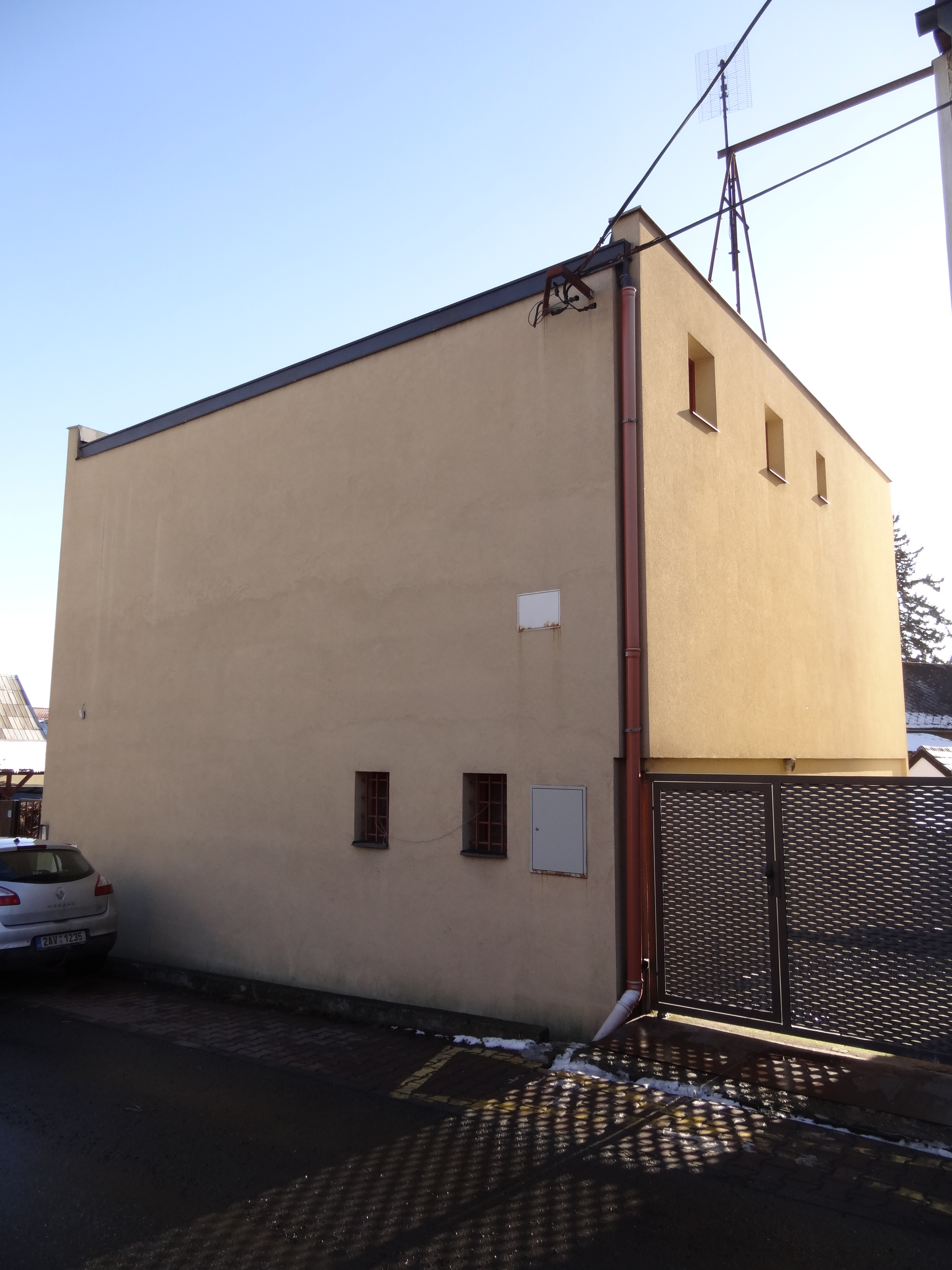
Zadní trakt budovy

Nejvýstavnější částí domu je zahradní průčelí s terasou v patře. Průčelí do Poštovní ulice je uzavřeně strohé, bez oken, v přízemí býval průjezd do garáže, který byl později zazděn. Z garáže se vcházelo rovnou do předsíně, odtud do kuchyně.
Originálně řešený interiér prvního poschodí je dochován v téměř původní podobě. Vnitřní dominantou domu je velká hala se železným schodištěm do zdi vedoucím do patra. Rozlehlá terasa s výhledem dovolovala posedět na čerstvém vzduchu. Z haly se vstupovalo do pokojů pro hosty a předsíně před ložnicemi majitelů domu. V patře je hygienické zázemí. Le Corbusierův vliv se uplatnil i v zařízení: stěny v hale a na schodišti byly barevné, interiér byl vybaven nábytkem firmy Thonet.
Dům má plochou střechu s výklopnými okny s ocelovými rámy.

## Zahrada a oplocení
K objektu patří zahrada, která svým architektonickým rozvržením ukazuje, že byla vytvořena citlivě zahradním architektem: zahradu upravili umělečtí přátelé majitelů domu. Koncepcí zahrady navrhl architekt Pavel Smetana do dvou úrovní: ve spodní části byly pěstební plochy (zelenina, jahody, rybíz) a záhony pro výsadbu letniček. Okraje původních dolních zeleninových záhonů jsou lemovány oblázky zasazenými do betonových pásů.
Unikátní umělecká skalka od Vincence Makovského, Bedřicha Stefana a Pavla Smetany v horní části zahrady se zachovala. Část skalky od Vincence Makovského je beze změny, díl vytvořený Bedřichem Stefanem jen částečně. Na skalce jsou dominantní tři staré jehličnany: zakrslý cypřišek tupolistý, jalovec obecný a zlatolistý jalovec čínský. Nedaleko těchto keřů je šeřík zasazený roku 1941 na památku narození první vnučky Jaroslava Nováka. Pietně je udržován sortiment skalniček a trvalek, něco roste či kvete v každou roční dobu: astra, bělozářka, čechrava, čemeřice, čistec, dlužicha, hvozdík, chryzantémy, jaterník, jestřabina, juka, kakost, koniklec, kosatec, krásnoočko, kručinka, levandule, lomikámen, mochnička, orlíček, pelyněk, plamenek, primule, rdesno, rozchodník, rozrazil, rožec, řebříček, sasanka, šanta, škornice, štěničník, tařice, trávnička, tužebník, vrbina a zvonek.
Původní cihlové šlapáky tvarově i barevně podobné s dlažbou a schodištěm byly nahrazeny šlapáky z přírodních kamenů. Původní oplocení zůstalo dochované na jihozápadní straně zahrady.

## Památková hodnota
Vila je jedna z nejvýznamnějších staveb v Černošicích přesahující svým významem město. Je to nejzdařilejším a nejzajímavějším dokladem Le Corbusierova purismu v českém prostředí 20. let 20. století. Funkcionalistická vila je pozoruhodná zejména skrytým zahradním průčelím a originálně komponovaným interiérem. Vila i se zahradou se dochovala se s minimálními pozdějšími úpravami. Předmětem památkové ochrany je vila včetně zahrady s původní skalkou a zbytkem původního oplocení na jihozápadní straně zahrady.